# Martin Jahn (Kantor)
Martin Jahn (auch Martin Jähn, Jan, Janus, Ianus; * um 1620 in Merseburg; † um 1682 in Ohlau) war ein deutscher evangelischer Geistlicher und Kirchenliederkomponist.

## Leben

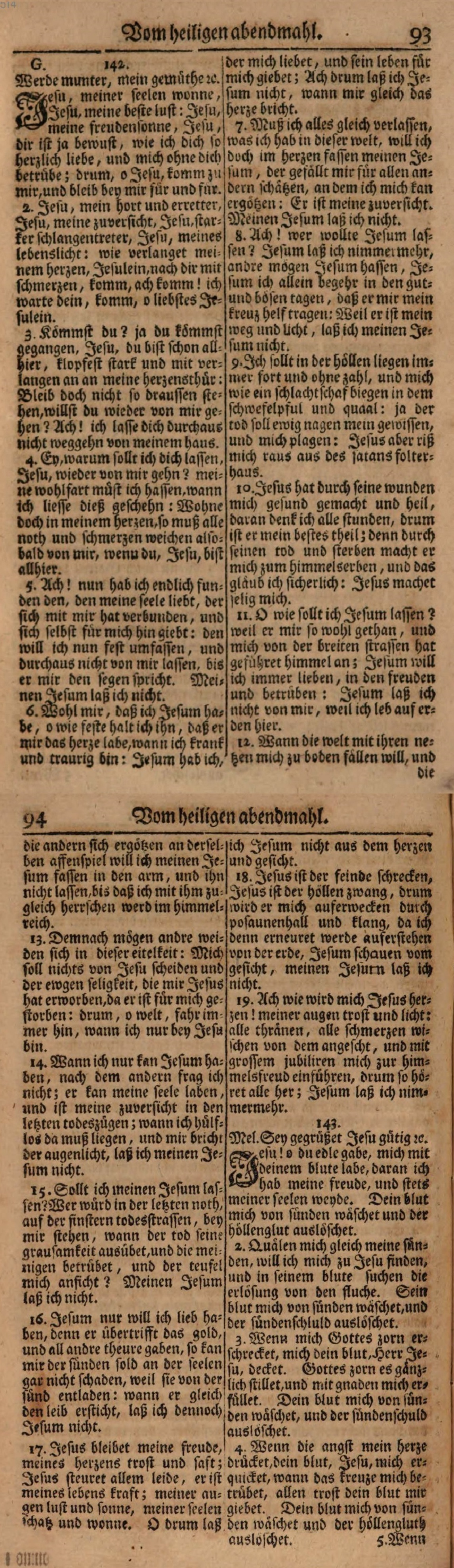
Jesu, meiner Seelen Wonne in Schemellis Gesangbuch (Leipzig 1736), an dem Bach musikalisch mitarbeitete

Martin Jahn wurde am 14. März 1644 an der Universität Königsberg immatrikuliert, wobei er vermutlich schon vorher eine musikalische Ausbildung erfahren hatte. Nach einem mehrsemestrigen Theologiestudium wurde er Kantor in Steinau, das zum Erbfürstentum Oppeln gehörte. Wegen der Rekatholisierungsmaßnahmen nach dem Dreißigjährigen Krieg musste er in die Niederlausitz fliehen. In Sorau wurde er, vermutlich mit Unterstützung des Freiherrn Siegmund Seyfried von Promnitz, Musikdirektor der beiden evangelischen Kirchen. Nach dem Tod seines Gönners Promnitz im Jahre 1654 ging Jahn als Rektor und Kantor an die Stadtschule von Sagan. Um 1664 wurde er zusätzlich Pastor im benachbarten Eckersdorf. Im Zuge der Rekatholisierung unter Herzog Wenzel Eusebius von Lobkowicz kam es auch hier zu einer Vertreibung der evangelischen Prediger und Lehrer, und Jahn musste von Neuem fliehen. Nach längerer Suche fand er eine Stelle als Kantor in Ohlau, wo Herzoginwitwe Luise von Anhalt-Dessau residierte. Dort starb er ungefähr 1682.

## Werk
1652 ließ Martin Jahn in Berlin eine Liedersammlung aus 50 vierstimmigen deutschen Passionsliedern des 17. Jahrhunderts drucken. Sie gilt als erste evangelische Sammlung von Passionsliedern. 1663 gab er eine weitere Sammlung heraus, diesmal mit 200 Liedern (Passionale melicum). Sie war für den Hausgebrauch bestimmt, viele Lieder wurden bekannte evangelische Melodien. Im Evangelischen Gesangbuch (EG 87) ist noch heute das Lied Du großer Schmerzensmann (Text von Adam Thebesius) erhalten. Er verfasste auch eigene Lieder, wobei nur eines, das er 1668 vermutlich bei der Flucht aus Eckersdorf gedichtet hat, Verbreitung fand. Dieses war aber nicht in seiner Liedersammlung enthalten. Weitere Dichtungen von ihm gelten als verschollen.
Erhalten hat sich Jesu, meiner Seelen Wonne, Jesu, meine beste Lust (wohl 1668). Die 6. und die 17. Strophe daraus verwendete Johann Sebastian Bach in seiner Kantate Herz und Mund und Tat und Leben (Sätze 6 und 10, Wohl mir, dass ich Jesum habe – Jesus bleibet meine Freude, musikalisch identisch). Diese Bearbeitung gehört zu Bachs weltweit bekanntesten Melodien (engl. Jesus, joy of man’s desiring).